# جوردن بيكر (حكم كرة قاعدة)
جوردن بيكر (بالإنجليزية: Jordan Baker)‏ هو حكم كرة قاعدة ‏ أمريكي، ولد في 23 ديسمبر 1981 في إنيد في الولايات المتحدة.